# Dreptul copiilor și tinerilor la protecție
Dreptul copiilor și tinerilor la protecție este un drept prezent în legislațiile anumitor state și în Declarația Universală a Drepturilor Omului, ce face referire la protecția de care se pot bucura copiii și tinerii în exercitarea și protejarea drepturilor lor.
În România, acest drept este prezent în Constituție în articolul 49. Printre altele, dreptul îi impune statului obligația de a asigura participarea liberă a tinerilor în viața politică, socială, economică, culturală și sportivă a țării.